# Réal portugais
Ne doit pas être confondu avec Réal espagnol ou Réal brésilien.
Pour les articles homonymes, voir real.
Le réal portugais (en portugais real, « royal », au pluriel reais ou réis, « réaux ») est une ancienne unité monétaire du royaume du Portugal en usage de 1380 à 1911, date à laquelle il a été remplacé par l'escudo.
Le réal portugais est à l'origine du nom de diverses monnaies dans le monde : le réal brésilien, le rial ou riel de différents pays (du Maroc d'autrefois à l'Iran actuel).

## Histoire

### Création par Ferdinand Ier

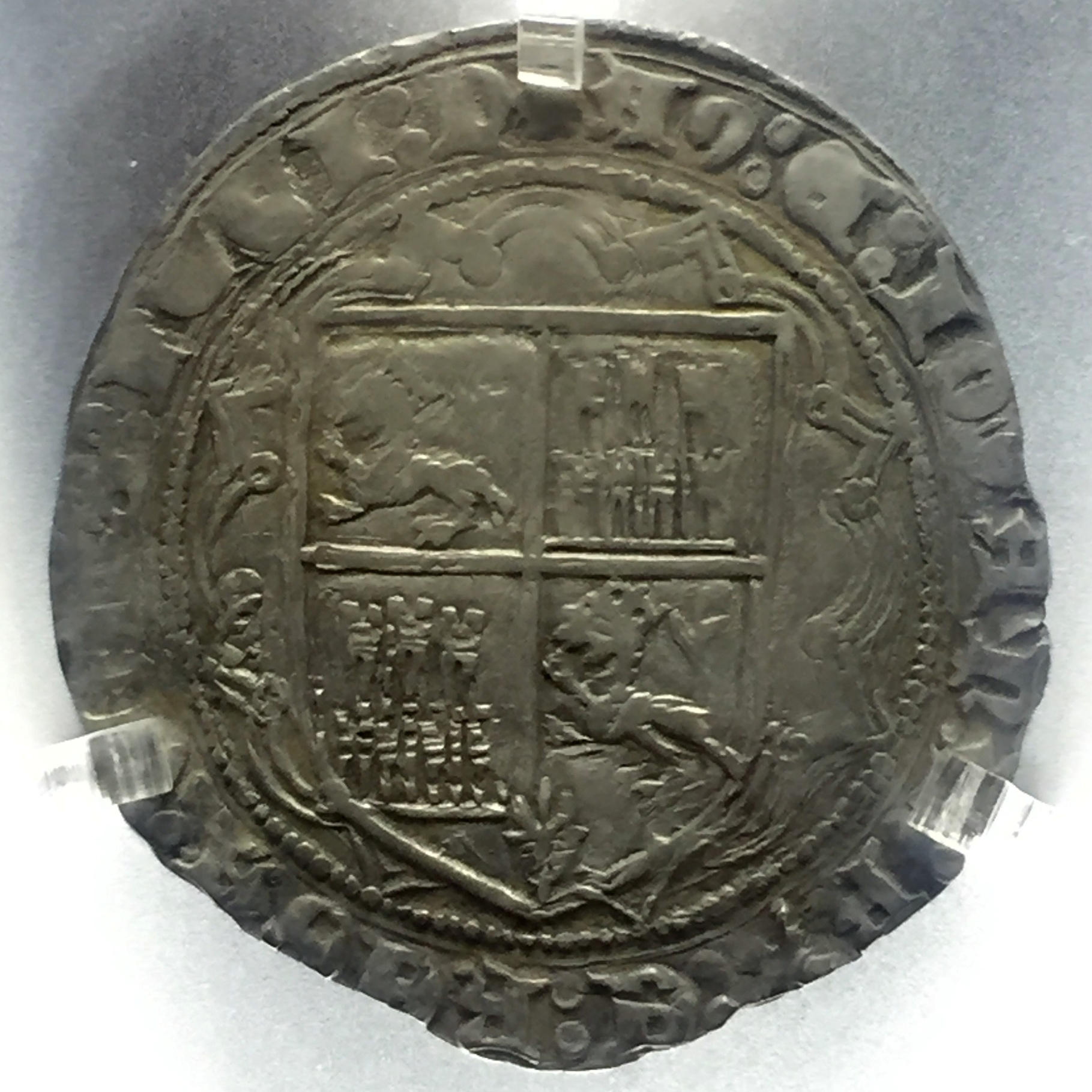
Un réal d'argent frappé sous Alphonse V (1475-1476) à Toro (Museo do Dinheiro, Lisbonne).

La dénomination est introduite par le roi Ferdinand Ier vers 1380. 
Il s'agit alors d'une pièce d'argent d'une valeur de 120 dinheiros, soit 10 sous (soldos) ou  une demie livre (libra), selon le système hérité des Romains, livre-sol-denier (1 livre = 20 sous = 240 deniers, 1 sou = 12 deniers). 

### Les réaux de JeanIer
Sous le règne de Jean Ier (1385-1433) circulent deux pièces appelées « réaux », mais qui ne correspondent pas à celui de Ferdinand :
- le real branco (« réal blanc »), en or, d'une valeur de 840 dinheiros (70 sous, 3,5 livres) ;
- le real preto (« réal noir »), en argent, valant un dixième du précédent, soit 7 sous.

### Le réal, unité de compte du royaume et de l'empire

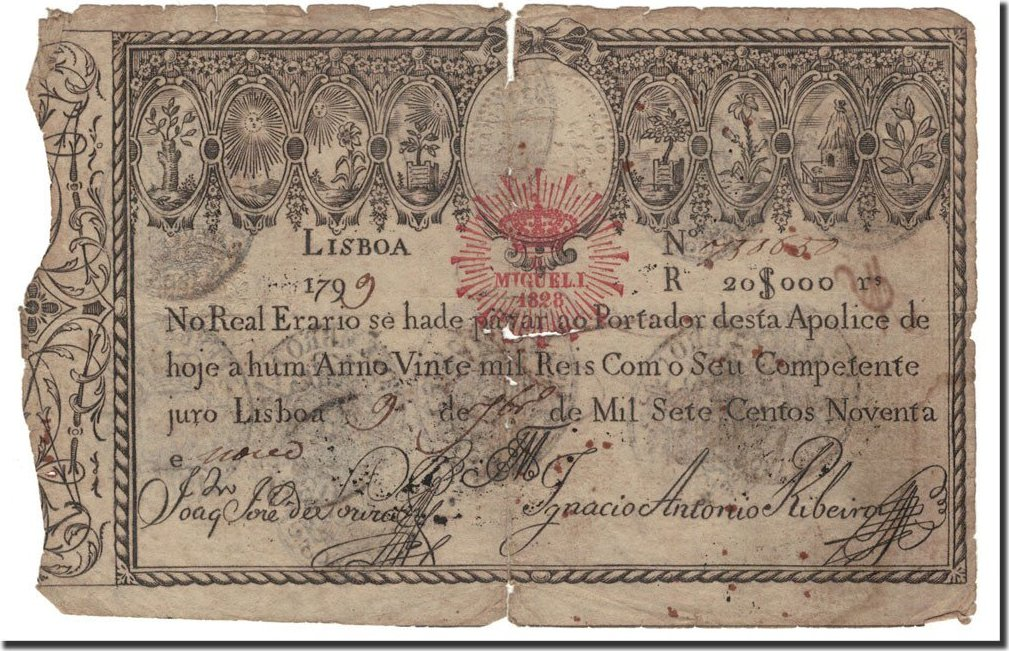
Billet de 20000 réis (noté 20$000) émis en 1799 par le Trésor portugais.

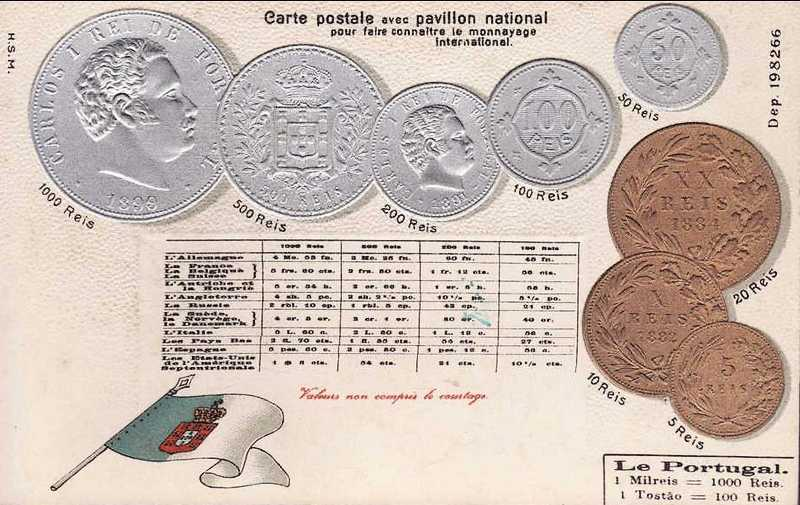
Carte postale touristique (1900) pour le change du réal.

Le réal devient officiellement l'unité de compte portugaise[pas clair] en 1433 sous le règne d'Édouard Ier, remplaçant alors le dinheiro devenu une simple pièce de cuivre d'une valeur trop faible. 
À la fin du XVIe siècle, la pièce de un réal en argent disparaît : les dernières frappes ont lieu pour le seul territoire du Portugal[pas clair] à la fin des années 1580. 
À cette date, il existe une pièce d'or de 1 200 réaux qui pèse un peu moins de 7,60 g à 915 ‰, un indice de pureté très élevé ; ce poids va rester constant jusqu'en 1889, ce qui est remarquable. 
Par la suite, du fait de l'évolution du cycle de la masse monétaire, les dénominations inférieures des espèces métalliques sont en bronze, d'une valeur de 1,5 réal, puis de 3 réis au début du XVIIIe siècle ; à ce moment-là, Lisbonne voit débarquer l'or du Brésil colonial, ce qui va affecter la croissance.

### Le monnayage des colonies portugaises

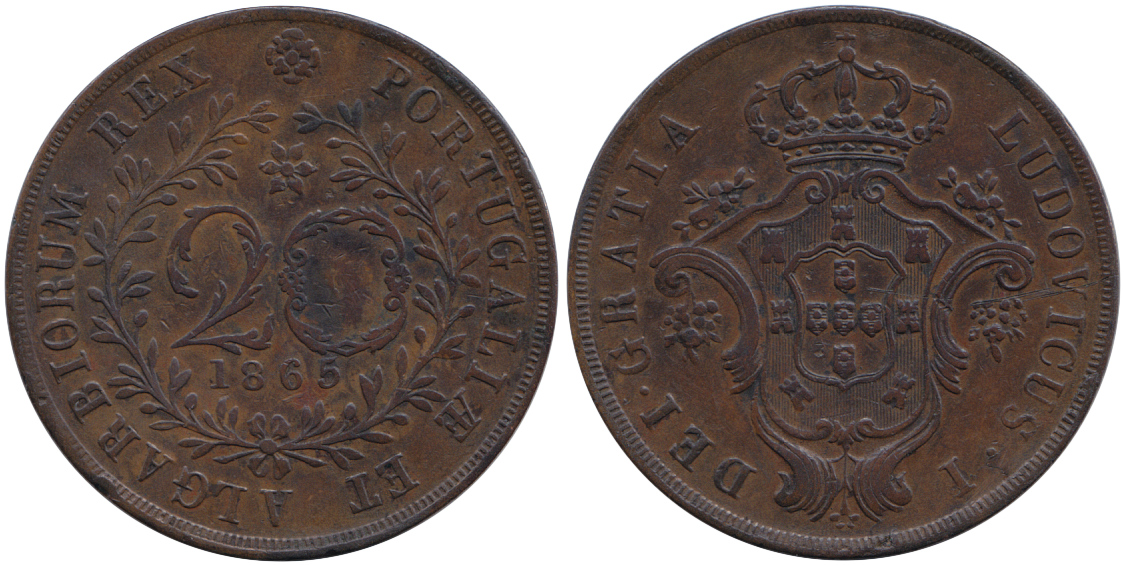
20 réals des Açores 1865.

Les possessions de l'empire colonial portugais adoptent le réal. La Monnaie de Lisbonne émet, parfois par délégation dans des ateliers de frappe locaux, le réal angolais, le réal des Açores, le réal du Brésil portugais, le réal du Cap-Vert, le réal mozambicain, le réal de Guinée, le réal de São Tomé et Príncipe, sans oublier les comptoirs de l'Inde portugaise, Macao, et une partie de l'actuelle État de Malacca, où de curieux réaux frappés en étain datant du règne de Manuel Ier (1521-1557) ont été retrouvés en 1878, lors de fouilles archéologiques. Le Brésil impérial, indépendant dès 1822, conserve cette monnaie sous ce nom, puis la remplace par le cruzeiro en 1942.

### Le monnayage de Joseph Ier (1750-1777)
Le système dinheiro, soldo, libra devient obsolète avec la modernisation financière de fait amorcée sous le règne du réformiste Joseph Ier (1714-1777) qui frappe des monnaies au montants suivants :  3, 5, 10, 20 et 40 réis en bronze, 50, 60, 100, 120, 240 et 480 réis en argent, et 480, 800, 1 200, 1 600, 3 200 et 6 400 réis en or (cette dernière appelée peça). Ces montants apparaissent explicitement sur les monnaies à cette même époque. 
L'or monétaire, d'une grande pureté, provient essentiellement du Brésil, de la région du Minas Gerais.

### Apparition (1798) et développement du papier-monnaie
En 1798-1799, du fait des troubles en Europe et sur les mers, le Trésor impérial portugais émet des billets pour la première fois, pour des montants allant de 1 200 à 20 000 réis, qui auront cours forcé jusqu'en 1834, d'abord au moment de l'invasion napoléonienne, puis au moment de la guerre civile portugaise. 
Peu après de nombreuses banques privées se mettent à émettre des billets au porteur garantis, notamment la Banco de Lisboa, la Banco Commercial de Braga, la Banco Commercial do Porto, la Banco de Guimaraes et la Banco Industrial do Porto. 
Les premiers billets de la Banque du Portugal sont émis à partir de 1847.

### La modernisation de la monnaie portugaise auXIXesiècle
En 1837, la décimalisation des comptes monétaires fait son apparition : billets et pièces sont désormais des multiples du millier de réis (mil-réis).
Le Portugal adopte le système de l'étalon-or dès 1854, avec comme équivalent pour 1 000 réis un poids de 1,62585 g d'or fin, mais n'adhère pas à l'Union latine ; sur le plan financier, depuis 1815 Lisbonne est proche de la Grande-Bretagne.
En 1900, les monnaies en circulation adoptent les montants suivant : 3, 5, 10 et 20 réis en bronze, 50 et 100 réis en cupronickel, 200, 500 et 1 000 réis en argent, 1 000, 2 000, 2 500, 5 000 et 10 000 réis en or, ces dernières n'étant fabriquées que jusqu'en 1889. La pièce de 10 000 réis appelée coroa (couronne) pesait 17,74 g.
Au change sur Paris avant 1900, le billet de 1 000 réis vaut 5,60 francs-or et à Londres, la livre sterling s'échange à un peu plus de 4 500 réis.

### La fin du réal portugais
Après la proclamation de la République portugaise (1910), le réal est remplacé par l'escudo en 1911 au taux de 1 000 réaux pour un escudo.
Le nom de l'ancienne monnaie perdure dans l'usage courant : un escudo est nommé mil réis et mille escudos um conto de réis, « un million de réaux ». 
Cette dernière expression a survécu sous la forme abrégée conto pour 5 euros, somme équivalant à peu près à un millier d'escudos (1002,41 exactement, selon le taux de change du passage à l'euro).